# 수호이 Su-37
수호이 Su-37 또는 Flanker-F는 러시아의 시제형 다목적 전투기이다. Su-35 시제기에 추력편향 엔진을 장착한 1인승 전투기이다.

## 개발
Su-35는 처음에 Su-27M 이라고 불렸다. Su-27M 시제기 (T-10S-70)는 1988년에 최초로 비행했다. Su-27에서 바뀐 점은 카나드 날개 장착, 엔진 업그레이드, 새로운 레이다, 디지털 FCS 채택이다. Sukhoi changed the Su-27M's designation to Su-35 in 1993. Later Su-35 prototypes added a glass cockpit and modified tailfins.
Su-35에 2차원 추력편향 노즐을 장착하여 Su-37이 되었다. Su-37 시제기는 1996년 4월에 초도비행했다. Su-37는 1996 Farnborough 에어쇼에 모습을 드러냈다. Yevgeny Frolov(예브게니 프롤로프)가 조종했다. Su-37 2호기는 1998년에 모습을 드러내었다.

## 운영국가
러시아
- 러시아 공군

## 같이 보기
- 코브라 기동

관련 개발
- 수호이 Su-27
- 수호이 Su-30
- 수호이 Su-33
- 수호이 Su-35
- 수호이 Su-47

유사 항공기
- F-15S/MTD
- F/A-18 HARV
- F-16 VISTA
- Mikoyan MiG-35